# Mario Costa (philosophe)
Pour les articles homonymes, voir Mario Costa et Costa.
Mario Costa (né le 7 décembre 1936 à Torre del Greco et mort le 26 août 2023) est un philosophe italien. Il est connu pour ses études sur les conséquences des nouvelles technologies dans l'art et dans l'esthétique, qui l'ont conduit à développer des concepts tels que « l'esthétique de la communication », le « sublime technologique », le « bloc de communication » et « l'esthétique de flux. »

## Carrière

### Positions académiques
Costa a eu une longue carrière universitaire. Il a été professeur d'esthétique à l'université de Salerne et a enseigné la méthodologie et l'histoire de la critique littéraire à l'université de Naples, et l'éthique et l'esthétique de la communication à l'université Nice-Sophia-Antipolis . Il est l'auteur d'une trentaine de livres et de nombreux essais, publiés en Europe et en Amérique. En 1985, il fonde Artmedia, le Laboratoire d'Esthétique des Médias et de la Communication, à l'université de Salerne, Département de Philosophie. En tant que directeur d'Artmedia, il a développé une intense activité de promotion de l'art néo-technologique et a contribué en organisant de nombreuses conférences et événements à Naples, Paris, Cologne, Toronto, Tel Aviv et São Paulo.

### Travaux théoriques
Ses travaux théoriques ont suivi deux axes de recherche principaux : 1) l'interprétation socio-politique et philosophique de l'avant-garde artistique du XXe siècle, et 2) le développement d'une philosophie de la technique à travers l'analyse des changements introduits par les nouvelles technologies dans l'art et l'esthétique,,,.
- Suivant le premier chemin de recherche, depuis les années 1960, il a fourni des interprétations philosophiques et esthétiques de plusieurs mouvements d'avant-garde, en art et en littérature. Sont particulièrement pertinents ses travaux sur Marcel Duchamp[7], le lettrisme[8],[9], le Schématisme[10], et les fonctions de la critique d'art moderne[11].

- Concernant la seconde voie, son travail s'est principalement intéressé aux conséquences sociales et éthiques de la communication technologique[12],[13] et aux transformations du sens de l'« esthétique » et de l'« artistique » dues aux effets des nouvelles technologies électroniques et numériques[14]. Cela l'a amené à suggérer un changement radical dans ce champ théorique[15],[16],[17] fondé sur des notions telles que le « sublime technologique » et « l'esthétique du flux ».

### Le sublime technologique
Au début des années 1980, Costa entame une enquête sur les médias et les technologies de la communication dont le premier résultat est l' esthétique de la communication, une théorie qui conceptualise la possibilité d'une esthétique de la simultanéité à distance. Les principes de base de cette théorie ont été énoncés en 1985. Dans les années 1990, Costa a défini une théorie plus générale, globale, esthétique et philosophique des nouveaux médias, qu'il a nommée le sublime technologique. Il a retracé l'histoire du sublime et de sa métamorphose : le sublime rhétorique de la philosophie antique, le sublime naturel du XVIIIe siècle, le sublime industriel-métropolitain de la modernité, et enfin ce qu'il considère comme la dernière forme du sublime, à savoir le sublime technologique. Il a soutenu que l'excès d'où provient toute manifestation du sublime est présent dans les nouvelles technologies électroniques et numériques traitant l'image, le son, l'écriture, la communication et l'espace. Selon Costa, les nouvelles technologies - qui se développent comme un système exorbitant et autonome - impliquent d'une part l'affaiblissement du sujet et la disparition de l'art et de toutes les catégories qui s'y rattachent (beauté, style, personnalité artistique, expression, etc.). D'autre part, les nouvelles technologies sont à l'origine d'une nouvelle dimension esthétique, le sublime technologique, qui se définit par de nouvelles catégories : la dé subjectivation de la production esthétique, l'hyper-sujet, et la suppression du symbolique et du sens,.

### Art contemporain et esthétique du flux
Selon Costa, tout l'appareil théorique développé par l'esthétique traditionnelle, à partir du XVIIIe siècle, est devenu complètement obsolète et inutile pour comprendre les manifestations actuelles de l'art. La condition techno-anthropologique émergente et ses produits esthétiques les plus significatifs ont besoin d'une nouvelle explication et théorie, dans laquelle la « forme », c'est-à-dire la catégorie de base de l'esthétique traditionnelle, est finalement remplacée par la catégorie de « flux », qu'il considère tant d'un point de vue philosophique que dans ses diverses manifestations esthétiques. Costa a étendu sa réflexion du "flux cinématographique" aux actuels "flux esthétiques technologiques", rendus possibles par l'avènement du numérique et des réseaux. Il a conclu que les flux technologiques peuvent également mettre en évidence des aspects essentiels de l'ontologie contemporaine étroitement liés à notre expérience du temps et à notre attitude existentielle,,.

## Ouvrages
- Arte come soprastruttura, Naples, CIDED, 1972
- Teoria e Sociologia dell'arte, Naples, Guida Editori, 1974
- Le immagini, la folla e il resto. Il dominio dell'immagine nella società contemporanea, Naples, Edizioni Scientifiche Italiane, 1982
- Il sublime tecnologico, Salerne, Edisud, 1990
- L'estetica dei media. Tecnologie e produzione artistica, Lecce, Capone Editore, 1990
- Sentimento del sublime e strategie del simbolico, Salerne, Edisud, 1996
- Della fotografia senza soggetto. Per una teoria dell'oggetto tecnologico, Gênes/Milan, Costa & Nolan, 1997
- Le Sublime technologique, Lausanne, IDERIVE, 1994 / O sublime tecnológico, São Paulo, Editora Experimento, 1995 / Il sublime tecnologico. Piccolo trattato di estetica della tecnologia, Rome, Castelvecchi, 1998
- L'estetica dei media. Avanguardie e tecnologia, Rome, Castelvecchi, 1999
- L'estetica della comunicazione, Rome, Castelvecchi, 1999
- Dall'estetica dell'ornamento alla computerart, Naples, Tempo Lungo, 2000
- Internet et globalisation esthétique. L'avenir de l'art et de la philosophie à l'époque des réseaux, Paris, L'Harmattan, 2003
- Dimenticare l'arte. Nuovi orientamenti nella teoria e nella sperimentazione estetica, Milan, Franco Angeli, 2005
- La disumanizzazione tecnologica. Il destino dell'arte nell'epoca delle nuove tecnologie, Milan, Costa & Nolan, 2007
- Della fotografia senza soggetto. Per una teoria dell'oggetto estetico tecnologico, Milan, Costa & Nolan, 2008
- Arte contemporanea ed estetica del flusso, Verceil, Mercurio Edizioni, 2010
- Ontologia dei media, Milan, Postmediabooks, 2012
- Dopo la tecnica. Dal chopper alle similcose, Naples, Liguori Editore, 2015
- L’uomo fuori di sé, Milano, Mimesis, 2018
- Ebraismo e arte contemporanea, Milan, Mimesis, 2020
- Ebraismo e avanguardie, Salerne, Edisud, 2020

## Voir également
- Liste des philosophes